# Silverio del Prado
Silverio del Prado Pacheco (Bayamo, Oriente, Cuba Española, 9 de diciembre de 1813 - Santo Domingo, República Dominicana, 28 de junio de 1883) fue un terrateniente y militar cubano del siglo XIX. 

## Orígenes
Nació en la ciudad de Bayamo, en el Oriente de Cuba, el 9 de diciembre de 1813, en una familia rica. Poseía un ingenio, llamado “La Caridad”, en Jarahueca, Alto Songo, en el Oriente de Cuba. 
El 10 de octubre de 1868 estalló la Guerra de los Diez Años (1868-1878), primera guerra por la independencia de Cuba. Del Prado se levantó en armas, al frente de aproximadamente 30 hombres, en su ingenio, a inicios de noviembre de ese año.

## Guerra de los Diez Años
Nombrado Capitán del Ejército Libertador de Cuba, lideró la Toma de Bayate, el 11 de agosto de 1869. En dicho combate, el Capitán Del Prado fue herido de un machetazo en la cabeza. Poco después, en reconocimiento, fue ascendido a Teniente Coronel. 
Participó en la Invasión a Guantánamo, en 1871, bajo el mando del Mayor general Máximo Gómez. En dicha campaña, le fue encomendada la misión de invadir el territorio de Sagua de Tánamo, empresa en la que logró tener éxito. 
Como parte de la “Brigada de Guantánamo”, combatió bajo las órdenes del entonces Coronel Antonio Maceo. En 1872, pasó a subordinarse a Calixto García. Bajo el mando de éste, participó en numerosos combates, como el ataque a la importante ciudad de Manzanillo, el 10 de noviembre de 1873. 
Nombrado Jefe del “Regimiento Guantánamo” en 1874, fue ascendido al grado de Coronel en 1876. Se mantuvo hasta el fin de la guerra estando al mando de la “Segunda Brigada de Guantánamo”. 
El 10 de febrero de 1878, se firma el Pacto del Zanjón, que puso fin oficialmente a la guerra, sin reconocer la independencia de Cuba. Un numeroso grupo de oficiales, principalmente orientales, se opuso a dicho pacto. El Coronel Silverio del Prado fue uno de ellos.
Precisamente, fue él quien presidió la asamblea de oficiales que participaron en la Protesta de Baraguá, encabezada por Antonio Maceo, el 15 de marzo de 1878. Tras ésta, se acordó ascender a los oficiales cubanos que participaron en ella, por lo cual, Silverio del Prado fue ascendido a General de Brigada (Brigadier). 
Capituló con honores militares en junio de ese mismo año, en San Luis, Oriente. Tras esto, se desempeñó como administrador de la aduana de Guantánamo. 

## Guerra Chiquita y exilio
Sin embargo, nunca se conformó con la paz sin independencia y pronto se involucró en las conspiraciones y preparativos de la Guerra Chiquita (1879-1880), segunda guerra por la independencia de Cuba.
Fue delatado un día antes del estallido de dicha guerra y guardó prisión desde el 25 de agosto y el 4 de octubre de 1879. Deportado a Cádiz, España, se fugó de dicha ciudad el 1 de abril de 1880, con destino a Nueva York. Allí, conoció a José Martí y se unió a él en los preparativos para regresar a Cuba a luchar por su independencia. 

## Fallecimiento
Tras el fracaso de la Guerra Chiquita y ante la imposibilidad de regresar a Cuba, el Brigadier Silverio del Prado Pacheco marchó a vivir en Santo Domingo, República Dominicana, ciudad donde falleció de pleuresía, el 28 de junio de 1883, con 69 años. Sus restos reposan en la ciudad de Santiago de Cuba. Un club patriótico cubano llevó su nombre en su honor.